# Стародубцев, Дмитрий Андреевич
Дми́трий Андре́евич Староду́бцев (род. 3 января 1986, Челябинск) — российский легкоатлет, мастер спорта России международного класса.

## Карьера
Тренировался под руководством Александра Шалонникова.
В 2003 году на юношеском чемпионате мира выиграл серебряную медаль. Через год победил на юниорском чемпионате мира, а в 2005 на юниорском чемпионате Европы.
На своём первом взрослом соревновании — чемпионате Европы в 2006 году — стал 21-м и в финал не прошёл. В следующем году на европейском чемпионате в помещении занял 6-е место, а на Универсиаде в Бангкоке выиграл бронзовую медаль.
В 2008 году принял участие в Олимпийских играх. В финале прыжков с шестом занял 5-е место. В 2009—2011 годах участвовал в двух чемпионатах Европы в помещении, чемпионате мира в помещении и чемпионате Европы. В 2011, на своём первом чемпионате мира, стал 12-м. На Олимпиаде в Лондоне повторил свой персональный рекорд — 5,75 и занял 4-е место в финале.

## Допинг
19 апреля 2017 года Всероссийская федерация легкой атлетики сообщила, что Дмитрий Стародубцев добровольно признался в применении допинга. У него был обнаружен запрещённый препарат дегидрохлорметилтестостерон. Дмитрий подписал предложенную Международной ассоциацией легкоатлетических федераций форму признания, которая предполагает снижение сроков дисквалификации спортсменов до двух лет, а также возврат ими медалей и заработанных премиальных. Результаты, показанные им между 2013 и 2015 годами будут аннулированы.